# Kapitaalbelasting
De kapitaalbelasting was in Nederland een belasting die door de rijksoverheid werd geheven op het bijeenbrengen van kapitaal. Zij werd geregeld in Hoofdstuk IV van de Wet op belastingen van rechtsverkeer (WBR). De kapitaalbelasting is sinds 1 januari 2006 afgeschaft.
Kapitaalbelasting wordt geheven op het bijeenbrengen van kapitaal of eigen vermogen door een rechtspersoon, en wordt  geheven bij die rechtspersoon zelf. Slechts de nominale waarde (wat de aandelen zelf vermelden dat ze waard zijn) wordt belast, niet de agio (wat de belegger bereid is extra te betalen voor een aandeel). Dit is ook logisch, aangezien de markt bepaalt hoe hoog het agio is, en de vennootschap hier dus weinig invloed op heeft. Disagio heeft dus vanzelfsprekend ook geen effect op de te betalen belasting.
Het tarief voor kapitaalbelasting bedraagt 55 basispunten (0,55%). Wanneer iemand dus een BV opricht, en het minimum kapitaal van 18.000 euro stort, is hij voor de BV een kapitaalbelasting van 99 euro verschuldigd. Wanneer een grote beurs-NV een emissie wil doen, zal ook zij kapitaalbelasting verschuldigd zijn. Aangezien de aantallen aandelen hier stukken groter zijn, zal de belasting fors oplopen. Wanneer voor 50 miljoen aan nominaal kapitaal wordt uitgegeven, zal een bedrag van 275.000 euro verschuldigd zijn: een niet te verwaarlozen bedrag. Voor fusies en splitsingen gelden aparte regels. In het algemeen zal niet opnieuw kapitaalbelasting betaald moeten worden, tenzij er boven op het kapitaal van beide fusiepartners nog eens extra gestort wordt.
Het gros van de vennootschappen bestaat echter uit eenmans-BV's met een minimaal kapitaal. 99 euro is op een bedrag van 18.000 of meer wel te missen, maar het levert wel rompslomp op voor de ondernemer. Aan de andere kant, bij de belastingdienst, benaderen de kosten voor de controle van de aangiftes en aanslagen de opbrengsten. Om deze reden is de kapitaalbelasting per 1 januari 2006 afgeschaft, naar het voorbeeld van de meeste andere Europese landen.